# Alphonse Soupert
'Alphonse Soupert' est un cultivar de rosier obtenu en 1883 et mis au commerce en  1884 par le rosiériste français François Lacharme. Il rend hommage au rosiériste luxembourgeois Alphonse Soupert (1862-1918). Il est issu d'un semis de 'Jules Margottin' (Margottin, 1853). Il ne doit pas être confondu avec un cultivar du même nom soulevé en 1909 par Soupert & Notting et sembie-t-il éteint aujourd'hui. 

## Description
Cet hybride remontant présente un buisson érigé aux rameaux très épineux et au feuillage vert touffu pouvant atteindre 120 cm de hauteur. Ses fleurs sont plutôt grosses et doubles, fleurissant surtout en solitaires. Elles sont parfumées et d'un rose soutenu, voire rose indien. Les boutons sont arrondis et rouge bordeaux, avec de longs sépales. La floraison est remontante.
Ce rosier résiste à des températures de l'ordre de -15° C. Cette variété qui a marqué la Belle Époque par son coloris éclatant est redécouverte depuis le début du XXIe siècle par les amoureux des roses romantiques. Elle nécessite une exposition ensoleillée et des soins contre les maladies du rosier.
On peut l'admirer dans plusieurs roseraies européennes, comme au château de Munsbach, au Luxembourg, ou à la roseraie du Val-de-Marne de L'Haÿ-les-Roses, près de Paris.